# Lièuc
Lièuc (en francès Liouc) és un municipi francès situat al departament del Gard i a la regió d'Occitània.